# Днепровская военная флотилия
Днепровская военная флотилия, Днепровская флотилия — наименование соединений речных кораблей флота Российской империи и Союза ССР, на реке Днепр, во время русско-турецкой войны (1735—1739), русско-турецкой войны (1787—1791), Гражданской войны, в 1931—1940 годах и во время Великой Отечественной войны.

## Днепровская флотилия Российской империи
Начало казённому судостроению в Брянске положил указ Петра I от 1696 года, для участия в Азовском походе русских войск. К весне того же года было изготовлено на верфях 42 струга больших размеров (по 21,34 метра), 46 стругов малых (13,87 — 10,67 м) и 45 лодок однодеревных. На них по реке Десне сплавляли к Киеву хлебные запасы, полковые и верховые пушки.
Малые военные суда строились в Брянске (на реке Десна) и в 1724—1727 годах.

### Русско-турецкая война (1735—1739)
С началом русско-турецкой войны Днепровской армии генерал-фельдмаршала Б. К. Миниха потребовалось содействие во взятии крепости Очаков со стороны моря. При содействии вице-канцлера графа Остермана 4 января 1737 года вышел Указ Сената о постройке в Брянском адмиралтействе на реке Десна малых судов флотилии, предназначенной для действий на Днепре.
Строились в основном дубель-шлюпки (длина — 18 метров, вооружение — 6 двухфунтовых фальконетов, вместимость 100 человек), мелкосидящие прамы, плоскодонные галеры и кончебасы, способные пройти через днепровские пороги, и мостовые плашкоуты для перехода армии через Днепр и Буг. По мнению отдельных современных украинских авторов основную часть судов во флотилии составляли «новоманерные казацкие лодки». В то же время Я. С. Барш в сентябре 1738 года доносил, что «новоманерные казацкие лодки весьма негодны, узки и шатки и на гребле тяжелы и строены более для разъезду запорожцам, и они их не употребляют». Для строительства и укомплектования флотилии в Брянск было направлено 4650 матросов, солдат и мастеровых людей.
3 февраля 1737 года по указу Анны Иоановны командование над флотилией принял контр-адмирал В. А. Дмитриев-Мамонов.
Весной 1737 года флотилия в составе 355 различных судов с войсками, продовольствием, осадной артиллерией и боеприпасами на борту была отправлена из Брянска вниз по Десне и Днепру. Из—за обмеления за лето Днепра большая часть судов не смогла пройти к цели назначения, а первые суда из преодолевших пороги пришли к Очакову лишь 17 июля, когда крепость была уже взята русскими войсками.
3 сентября 1737 года по настоянию Миниха флотилию возглавил вице-адмирал Н. А. Сенявин. Под его руководством строительные работы в Брянске активизировались.
1 октября у Очакова находились лишь 16 дубель-шлюпок и 2 кочебаса из состава флотилии. 3 октября 40-тысячная турецкая армия при поддержке 12 галер предприняла штурм Очакова. В отражении штурма активную роль сыграли корабли Днепровской флотилии. Боевые действия на море продолжались весь октябрь, за это время к Очакову смогли пройти ещё 30 малых судов. Нападение турок было отбито, но выход в Чёрное море был заблокирован сильной турецкой эскадрой.
Весной 1738 года в районе боевых действий разгорелась эпидемия чумы, от которой в конце мая умер командующий флотилией вице-адмирал Н. А. Сенявин. В командование флотилией снова вступил контр-адмирал Дмитриев-Мамонов. Под угрозой массовых заболеваний русские войска покинули Очаков и Кинбурн. Вместе с войсками ушли и суда флотилии.
18 января 1739 года от чумы умер и новый командующий флотилией В. А. Дмитриев-Мамонов. Командующим флотилией был назначен капитан полковничьего ранга Я. С. Барш.
15 октября 1739 года после заключения в Белграде мирного договора с Турцией Днепровская флотилия, насчитывавшая к тому времени 657 судов, была расформирована.

### Русско-турецкая война (1787—1791)
В 1788 в лимане стояла вновь сооружённая русская днепровская малоразмерная флотилия под командованием нанятых Екатериной II контр-адмиралов Джон Пол Джонса и Нассау-Зигена, подчинённых непосредственно Потёмкину. 7 июня турецкий флот (60 судов) атаковал её, но был отражён, а новая, предпринятая им 17 июня атака кончилась полным его разгромом Джон Пол Джонсом и Нассау-Зигеном и бегством его в Варну; 30 повреждённых судов, укрывшихся под стенами Очакова, были здесь 1 июля атакованы и истреблены гребной эскадрой Нассау-Зигена.
Черноморский флот Российской империи ведёт своё начало от русского военного флота, созданного в это время из кораблей Азовской и Днепровской военных флотилий.

## Днепровская военная флотилия в Гражданской войне
См. также: Днепровская военная флотилия Украинской советской армии
Создана в марте 1919 года в Киеве. 26 сентября 1919 года в её состав вошли корабли Припятской военной флотилии.
Флотилия принимала активное участие в Гражданской войне. Личный состав и корабли флотилии вели боевые действия против многочисленных крупных банд (Зеленого, Струка, Кравченко), с августа 1919 года — против войск А. И. Деникина на Киевском направлении, с мая 1920 года — против польских войск. Командовали флотилией Полупанов А. В. и с октября 1919 — Смирнов-Светловский П. И. В декабре 1920 года расформирована.

## Днепровская военная флотилия первого формирования (1931—1940)
Создана в июне 1931 года. Штаб флотилии находился в Киеве. В июне 1940 года вновь расформирована, её корабли и суда вошли в состав Дунайской и Пинской военных флотилий.
Командиры ДВФ 1-го формирования
- капитан 1-го ранга (с ноября 1935) Б. В. Хорошхин (июнь 1931 — ноябрь 1937)
- капитан 2-го ранга Г. Б. Чубунов (ноябрь 1937 — март 1940)
- капитан 1-го ранга, с июня 1940 контр-адмирал Н. О. Абрамов (март-июль 1940)[10]

## Днепровская военная флотилия второго формирования (1943—1945)

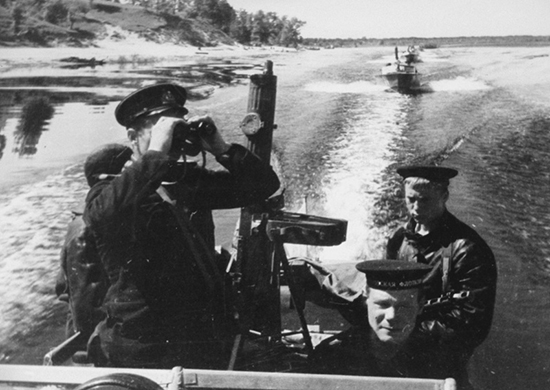
Полуглиссеры в походе.

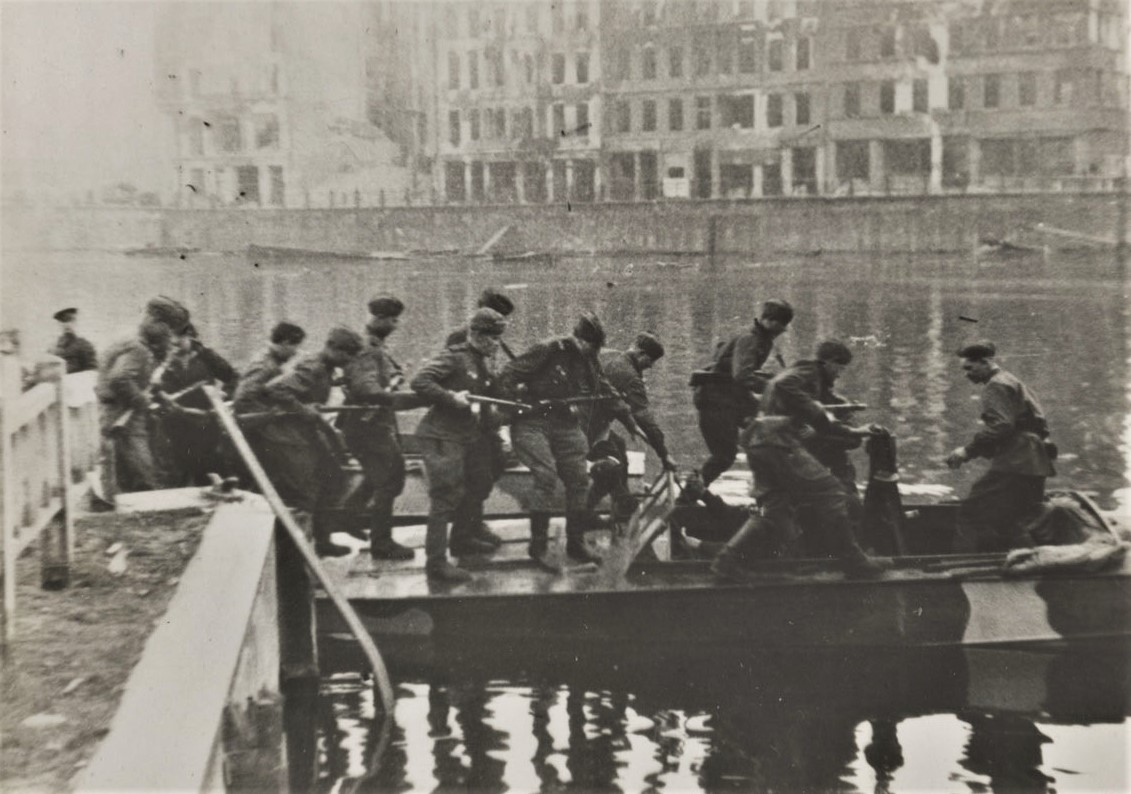
Посадка десанта на полуглиссер НКЛ-27 Днепровской военной флотилии. Окрестности Берлина. Апрель 1945 года

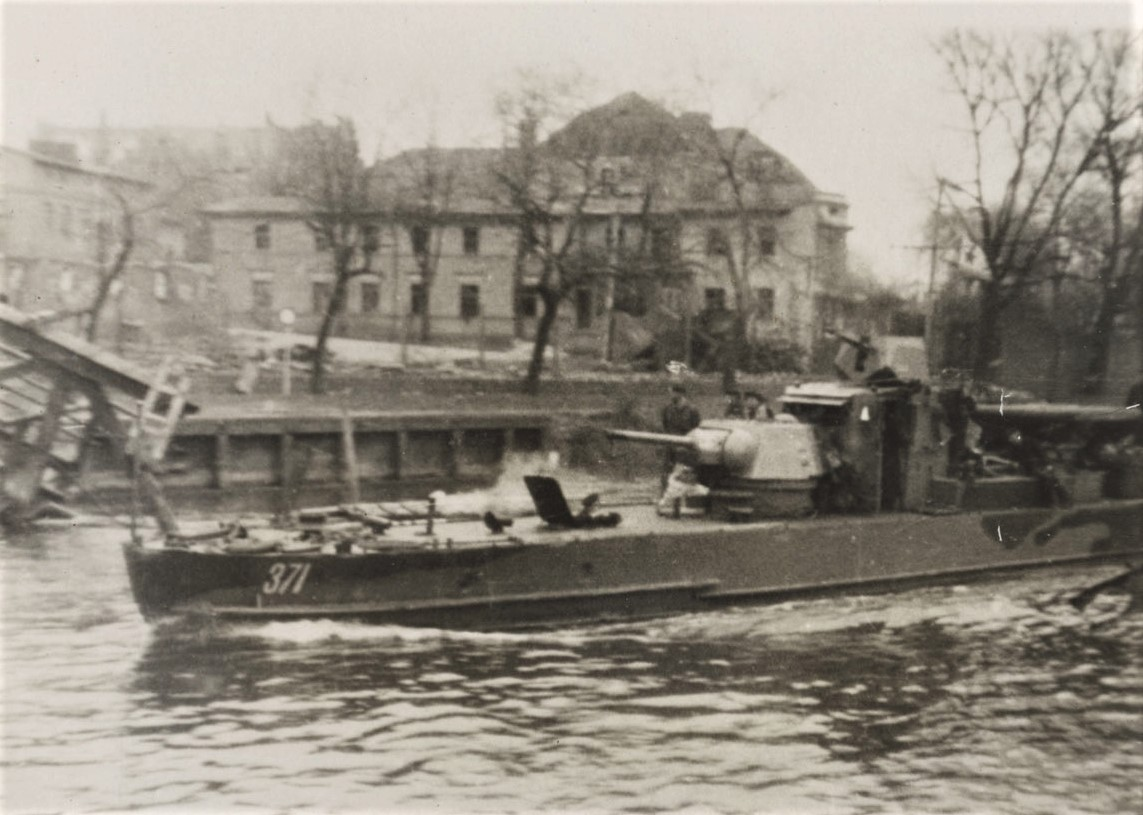
Бронекатер № 371 3-й бригады речных кораблей. Гроссен. Апрель 1945 года

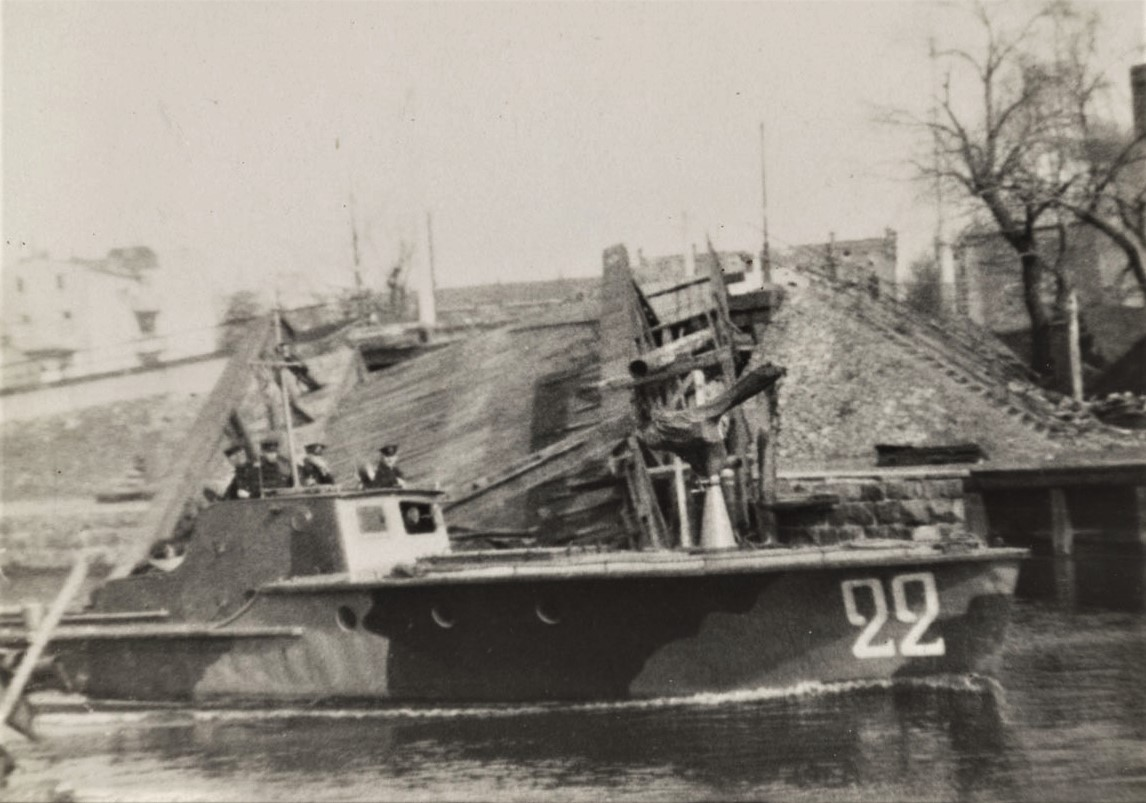
Сторожевой катер № 22 2-й бригады речных кораблей. Бромбергский канал. Апрель 1945 года

Во время войны, с выходом Красной Армии к реке Днепр, приказом Наркома ВМФ СССР от 14 сентября 1943 года создана новая Днепровская военная флотилия из кораблей Волжской военной флотилии. Корабли этого соединения (полуглиссеры ПГ-117) — единственное флотское подразделение, участвовавшее в Берлинской операции.
После окончания Великой Отечественной войны, согласно Директиве Ставки Верховного Главнокомандования, Днепровская флотилия передана в оперативное подчинение Главнокомандующего Группой советских оккупационных войск в Германии.
В 1947 года флотилия переброшена с Одера на территорию Белорусской ССР, её главной базой стал Пинск. Тогда же состав флотилии был существенно сокращён. Приказом Главнокомандующего ВМФ СССР от 15 июня 1951 года ДнВФ была расформирована. На основе материальной базы флотилии в Пинске был создан 1-й Учебный отряд ВМФ, существовавший до 1993 года.

### Состав
К началу активных боевых действий (июнь 1944 года) в состав флотилии входило около 140 катеров и судов:
- 23 бронекатера
- 13 сторожевых катеров
- 20 речных тральщиков
- 10 катеров ПВО
- 26 полуглиссеров
- 6 плавучих артиллерийских батарей
- 2 зенитных артиллерийских дивизиона

По состоянию на 9 мая 1945 года в состав флотилии входили:
- 1-я Бобруйско-Берлинская Краснознамённая бригада речных кораблей
- 2-я Лунинецкая Краснознамённая бригада речных кораблей
- 3-я бригада речных кораблей
- и другие части.

### Командный состав
Командующий капитан 1-го ранга, с сентября 1944 года контр-адмирал В. В. Григорьев (октябрь 1943 — до конца войны).
Член Военного совета капитан 1-го ранга П. В. Боярченко (апрель 1944 — до конца войны).
Начальники штаба:
- капитан-лейтенант Я. В. Небольсин (октябрь-ноябрь 1943 года)
- капитан 2-го ранга, с ноября 1944 года капитан 1-го ранга К. М. Балакирев (ноябрь 1943 — до конца войны).

Начальники оперативного отдела штаба:
- капитан 2-го ранга Е. С. Колчин (ноябрь 1943 — до конца войны).

### Боевые действия

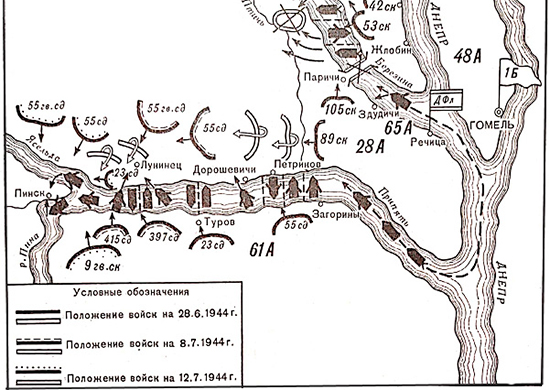
Действия Днепровской флотилии на Березине и Припяти в июне-июле 1944 г.

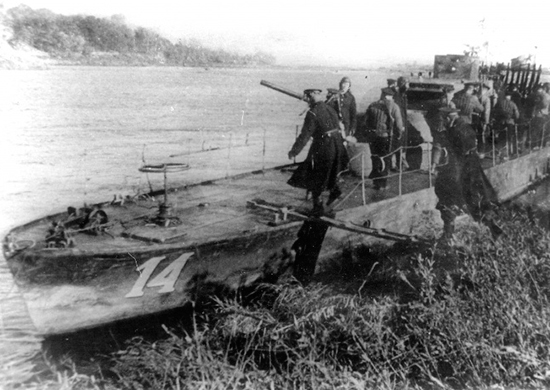
Погрузка десанта морской пехоты на малый речной бронекатер БК-14.

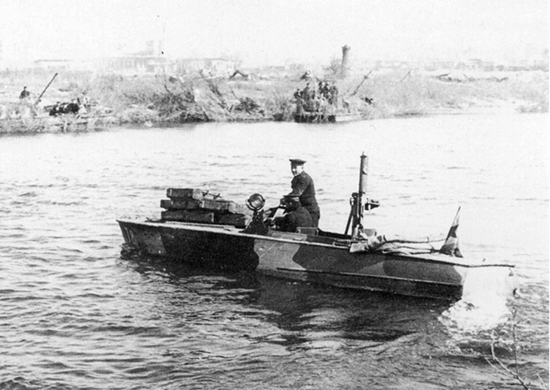
Полуглиссер ПГ-78 Днепровской военной флотилии перевозит снаряды во время боёв по освобождению Минска.

Днепровская военная флотилия действовала на реках Днепр, Березина, Припять, Западный Буг, Висла, Одер, Шпрее. Корабли флотилии содействовали на флангах наступающим советских войскам на Украине, в Белоруссии, Польше, обеспечивали форсирование водных преград, перевозку грузов, высаживали десанты. Особенно успешно действовали корабли флотилии в ходе Белорусской наступательной операции в июне-июле 1944 года: наступая по рекам Березина и Припять, они высадили 15 (по другим данным 12) десантов (наиболее крупный — Пинский десант, также десант в Здудичах, десант в районе Скрыгалово — Конковичи, Петриковский десант, Боркинский десант, Дорошевичинский десант).
Всего в ходе Белорусской операции флотилия высадила 12 десантов общей численностью свыше 2 800 человек, было уничтожено свыше 1 500 немецких солдат и офицеров, 19 артиллерийских и 27 миномётных батарей, 13 отдельных орудий, 7 танков и 5 штурмовых орудий, 92 пулемётные точки и много иного вооружения. Через водные преграды кораблями флотилии переправлено около 78 000 бойцов с вооружением, 960 орудий и 917 миномётов, 1555 автомашин и 30 тягачей, 8663 конные повозки, тысячи тонн боеприпасов и иных военных грузов.
К январю 1945 года часть кораблей водно-железнодорожным путём удалось переправить на Вислу, где они участвовали в поддержке советских войск, оборонявших Ружанский и Сероцкий плацдармы (сентябрь-ноябрь 1944) и в начальном этапе Висло-Одерской операции (январь 1945).
Корабли флотилии принимали участие в Берлинской операции 1945 года — в боях на Одере и Шпрее и непосредственно в штурме Берлина (отряд полуглиссеров ДнВФ ПГ-117) — единственное флотское подразделение, участвовавшее в боях за Берлин). 27 апреля на Одере в районе южнее города Одерберг 8 бронекатеров флотилии при поддержке огня 4-х плавбатарей высадили речной Одербергский десант (стрелковый батальон, около 300 человек), который в упорном бою выполнил поставленную задачу и захватил намеченный рубеж. В те же дни в ряде других мест катера поддерживали переправляющиеся через Одер войска артиллерийским огнём.
Часть кораблей флотилии действовала непосредственно при штурме Берлина.

При форсировании Шпрее смело действовала 1-я бригада речных кораблей Днепровской военной флотилии, особенно отряд полуглиссеров этой бригады во главе с командиром лейтенантом М. М. Калининым. Несмотря на сильный огонь противника, старшина 1-й статьи Георгий Дудник на своем катере перебросил на вражеский берег несколько стрелковых рот 301-й стрелковой дивизии.

Во время переправы от прямого попадания вражеской мины на катере возник пожар. Старшина Георгий Дудник был тяжело ранен. Невзирая на ранение и ожоги, он довёл катер до берега, высадил десант, потушил на катере пожар и отправился обратно на свой берег. Но он не достиг его и погиб от миномётного огня…

Моторист другого катера А. Е. Самохвалов вовремя переправы наших частей проявил исключительную смелость и находчивость. Под огнём противника он устранял повреждения на катере, а когда от неприятельского огня погиб его командир, взял на себя командование и продолжил переправу наших войск.

За боевую доблесть и героизм, проявленные моряками 1-й Бобруйской бригады Днепровской флотилии, Указом Президиума Верховного Совета Союза ССР от 31 мая 1945 года были удостоены звания Героя Советского Союза лейтенант М. М. Калинин, старшины Г. Г. Дудник, Г. П. Казаков и А. П. Пашков, матросы Н. А. Баранов, А. Е. Самохвалов, М. Т. Сотников, Н. А. Филиппов и В. В. Черинов.

Днепровская краснознамённая флотилия была награждена орденом Ушакова I степени.
— 
Летом 1945 года бронекатер борт номер 302 из состава Днепровской флотилии был переброшен на Дальний Восток, где вошёл в состав Амурской флотилии. Воевал на Дальнем Востоке. Установлен как памятник речникам в г. Хабаровск, ул. Тихоокеанская.

### Награды

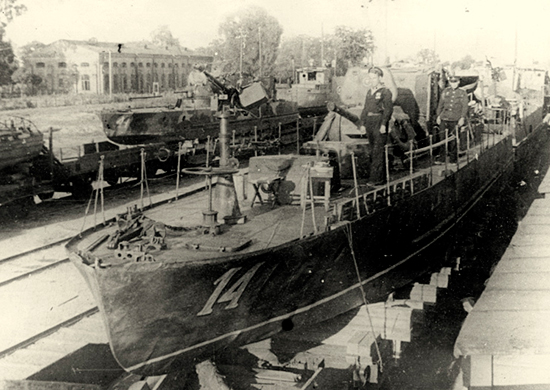
Транспортировка бронекатеров Днепровской флотилии по железной дороге

За боевые заслуги Днепровская военная флотилия награждена:
- орденом Красного Знамени (1944),
- орденом Ушакова I степени (1945)

Две бригады и один дивизион Днепровской военной флотилии награждены орденом Красного Знамени.
Два дивизиона бронекатеров стали гвардейскими.
Многим соединениям и частям присвоены почётные наименования Бобруйских, Пинских, Лунинецких, Берлинских.
Три тысячи её воинов награждены орденами и медалями, двадцати из них присвоено звание Героя Советского Союза. В числе Героев — матрос флотилии А. В. Фирсов.

### Память

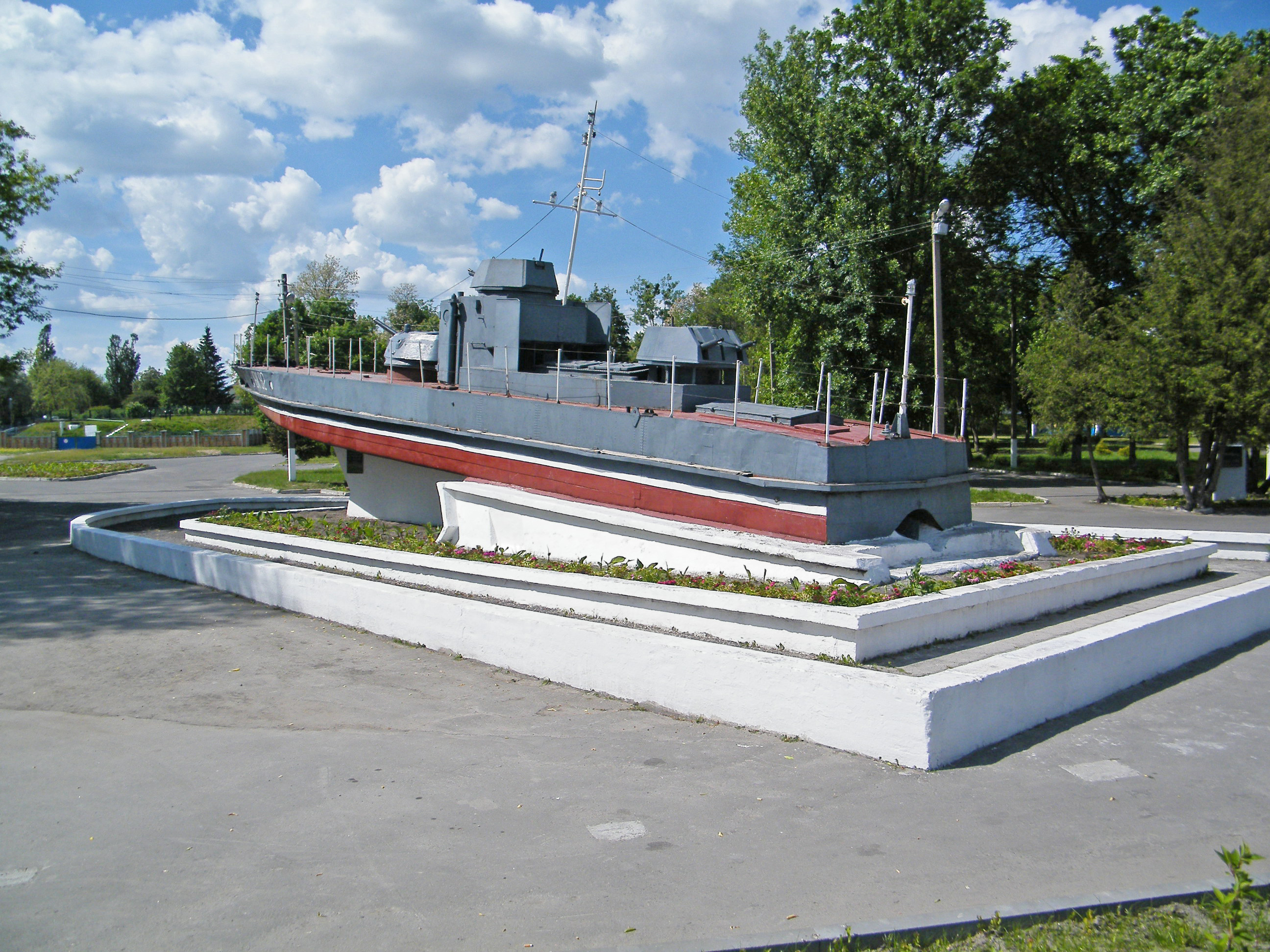
Бронекатер-памятник в Пинске.

В Пинске в честь моряков флотилии сооружён мемориальный комплекс и был создан музей(закрыт в начале 1990-х). Одна из улиц Пинска — улица Днепровской Флотилии. Музей был возрождён 27 ноября 1998 года и теперь насчитывает более 3 тысяч экспонатов. Также в Пинске очень многочисленна и влиятельна ветеранская организация бывших моряков Днепровской военной флотилии и 1-го учебного отряда ВМФ СССР, а на улицах города часто можно встретить ветеранов в советской военно-морской форме. В Бобруйске 9 мая 2005 г. установлен Мемориальный памятный знак в честь моряков Днепровской военной флотилии, принимавших участие и погибших при освобождении г. Бобруйска (пересечение пр. Георгиевского и ул. Ленина), в седьмом микрорайоне г. Бобруйска новая улица названа в честь доблестных моряков, проявивших героизм и мужество в ходе операции «Багратион» и в освобождении Бобруйска от немецких оккупантов.

### Наследство
На базе Днепровской военной флотилии в 1951 году был создан 1-й учебный отряд ВМФ СССР в белорусском городе Пинск, который готовил специалистов для 4 флотов (Северного, Тихоокеанского, Балтийского и Черноморского) и 1 флотилии (Каспийской). Учебный отряд расформировали уже после распада СССР в 1992 году. В настоящее время в городе Пинск не осталось военно-морских подразделений, как это было в советское время. Сейчас на материально-технической базе 1-го учебного отряда готовят связистов и водолазов для Пограничной службы независимой Белоруссии, а большая часть военного городка моряков перешла к Пинскому пограничному отряду (который занял место военных моряков в городе), учебный корпус электромеханической школы отдали Пинской региональной таможне, здание штаба и Дом офицеров отдали католической общине под духовную семинарию, матросский клуб превратили в магазин, матросский сад превратили в просто сквер, одно из зданий военного городка превратили в центральную поликлинику города, стадион «Волна» с прилегающими территориями отдали Полесскому государственному университету для создания современной спортивной базы, а набережная реки Пина в результате реконструкции получила новый мирный облик. В итоге от бывшего военного городка моряков осталось только напоминание в виде названия стадиона и городской команды «Волна» и обновленная аллея героев-днепровцев у входа в центральную поликлинику.

## Днепровская военная флотилия России
В марте 2024 года министр обороны России Сергей Шойгу заявил о формировании Днепровской речной флотилии и бригады речных катеров флотилии.

## Днепровская военная флотилия Украины

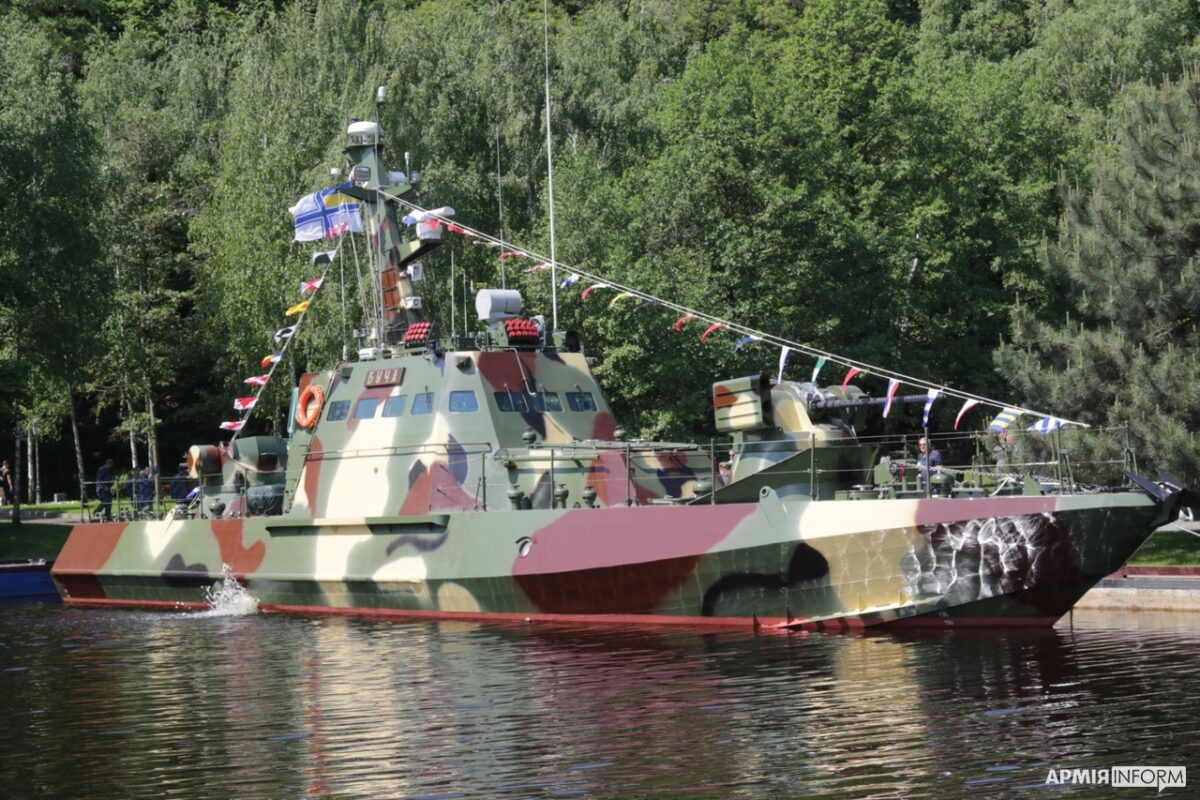
МБАК «Буча», флагман речной флотилии.

В связи с угрозой нападения белорусской Пинской флотилии Украина в марте 2022 года воссоздала Днепровскую военную флотилию.

## Отражение в культуре и искусстве
- Картина «Прорыв кораблей Днепровской военной флотилии у города Лоев 2 июня 1919 г.» (художник В. Кремер);
- Памятник морякам Днепровской военной флотилии (Киев).